# Philipp von Lerchenfeld
Philipp Graf von Lerchenfeld-Brennberg (* 30. Mai 1785 in München; † 8. November 1854 ebenda) war bayerischer Beamter, u. a. als Regierungspräsident von Unterfranken in der Zeit von 1838 bis 1840.

## Leben
Philipp Nerius Graf von Lerchenfeld war ein Sohn von Max Emanuel Franz Graf von Lerchenfeld († 1792), kurbayerischem Kämmerer, Wirklichem Geheimen Rat und Generalleutnant und der Franzisca Freiin von Leoprechting. Er schloss als Zögling der Pagerie 1802 das (heutige) Wilhelmsgymnasium München ab und studierte 1804 bis 1808 Jura an der Universität Landshut. 1808 war er Kanzleiakzessist in Innsbruck und Salzburg, 1811 Ratsakzessist des Isarkreises. Später war er Landrichter in Scheßlitz und Erding. 1832 bat er König Ludwig I. von Bayern in einem zehnseitigen Brief um eine angemessene Beförderung. Dieser kam dem Wunsch umgehend nach und Lerchenfeld wurde Regierungsrat beim Generalkommissariat des Isarkreises. Dort wurde er 1837 zum Regierungsdirektor befördert, ehe er 1838 auf den Posten des Regierungspräsidenten von Unterfranken und Aschaffenburg berufen wurde. 1840 kam er an das Appellationsgericht von Oberbayern in Freising, dem er als Präsident vorstehen sollte. Die damit verbundene Reduktion seines Gehalts um 1000 Gulden ließ ihn einen Prozess gegen den Fiskus einleiten, den er aber verlor. 1843 trat er in den Ruhestand und zog zurück nach München.
Seit 1815 war er mit Therese Gräfin von Lodron auf Haag (1785–1845) verheiratet. Die fünf Kinder waren Max (1815–1816), Max (1817–1852), August (1818–1819), Caroline (1820–1840) und Maria Theresia (1821–1822). Beigesetzt wurden alle Angehörigen auf dem Münchner Südfriedhof. Mit Lerchenfelds Neffen Alfons erlosch die gräfliche Linie Lerchenfeld-Brennberg nach 23 Generationen im Mannesstamm.

## Ehrungen
- 1839: Ritterkreuz des Verdienstordens der Bayerischen Krone[2]